# Dans l'ombre de Manhattan
Pour plus de détails, voir Fiche technique et Distribution.
Dans l'ombre de Manhattan (Night Falls on Manhattan) est un film de procès américain réalisé par Sidney Lumet et sorti en 1997.
Adapté du roman Trafic d'influence de Robert Daley, le film raconte l'histoire d'un fils de policier, Sean Casey, lui aussi ancien policier devenu procureur. Il est chargé d'une enquête dans laquelle son père est impliqué.

## Synopsis
Les inspecteurs Liam Casey (Holm) et Joey Allegretto (Gandolfini) de la police de New York surveillent Jordan Washington (Shiek Mahmud-Bey), un célèbre trafiquant de drogue. Sur les conseils d'un informateur, ils se rendent dans un immeuble où Washington est censé se cacher. Après que Casey a démoli la serrure de l'appartement où le dealer s'est réfugié, celui-ci tire avec une mitraillette à travers la porte, blessant gravement Casey. Les unités de renfort de la police arrivent et envahissent l'immeuble, mais Washington s'échappe dans une voiture de police après avoir tué deux policiers. À la suite de ces événements, le procureur Morganstern (Leibman) charge de façon inattendue le fils de Casey, Sean (García), un ancien policier récemment nommé procureur, de poursuivre pénalement Washington lorsque celui-ci sera attrapé. Ce faisant, il le préfère pour cette affaire à Elihu Harrison (Feore), procureur plus expérimenté, qui, dépité, déclare son intention de s'opposer à lui lors d'une prochaine élection du procureur de New York.
Lors du procès de Washington, finalement arrêté par la police, son avocat, Sam Vigoda (Dreyfuss), ne conteste pas la responsabilité de son client dans le meurtre des policiers, mais soutient que la police avait l'intention de l'assassiner. Washington affirme en effet qu'il avait soudoyé un groupe de flics corrompus, dirigé par Kurt Kleinhoff, en échange d'une protection dans le cadre de son trafic de drogue. Vigoda prétend que Washington est devenu une cible lorsqu'il a refusé de répondre à l'offre d'un dealer rival, Carlos Alvarez, qui proposait aux ripoux plus d'argent. Bien qu'inexpérimenté, Sean présente un dossier solide mettant en doute la crédibilité de Washington et remporte l'affaire. Washington est condamné à des peines de prison à vie consécutives sans possibilité de libération conditionnelle. Après le procès, séduite par le brio du jeune procureur, Peggy Lindstrom (Olin), membre de l'équipe juridique de Vigoda, entame une liaison avec Sean. Par ailleurs, en privé, Vigoda révèle à Sean la raison pour laquelle il a entrepris de défendre Washington : après la mort de sa fille de 15 ans d'une overdose, il est déterminé à faire tomber le système de la police corrompue qui permet aux trafiquants de drogue de s'en sortir.
Après que Morganstern a été victime d'une crise cardiaque et n'a pu se représenter aux élections de procureur, Sean est invité à se présenter à sa place et remporte l'élection face à Harrison. Entre-temps, lorsque le corps décomposé de Kleinhoff est découvert dans une rivière, son carnet d'adresses révèle les noms de plusieurs officiers des commissariats impliqués dans la tentative d'arrestation de Washington. Un certain nombre d'officiers avouent avoir touché des pots-de-vin et favorisé le trafic de stupéfiants. Sean confronte Allegretto, le collègue de son père, qui admet avoir reçu des pots-de-vin tout en étant de connivence avec d'autres officiers corrompus pour assassiner Washington; peu après cet aveu, désespéré, il se suicide. C'est alors que Casey révèle à Sean qu'il a imité la signature d'un juge sur le mandat d'arrêt de Washington, l'original ayant expiré le jour du raid. Sean demande à Morganstern, en convalescence à l'hôpital, des conseils sur la façon de gérer le scandale. Morganstern dit à Sean que le poste de procureur est difficile, mais qu'il le considère capable de le tenir, car "il est meilleur que la plupart des autres." 
Se sentant coupable, Casey se rend chez le juge Dominick Impelliteri (Chianese) pour lui avouer qu'il a falsifié le mandat d'arrêt de Washington. À sa grande surprise, le juge décide de remplir un nouveau mandat, antidaté au jour du raid, ce qui évite délibérément le vice de forme. Il suggère également par téléphone à Sean de détruire le faux mandat. Peu après Sean indique à Vigoda qu'il a l'intention de démissionner, mais Vigoda l'exhorte à ne pas le faire. L'avocat admet que ses motivations étaient seulement de dénoncer la corruption de la police et que Washington doit rester en prison, quelle que soit l'origine du faux mandat. Le film s'achève sur le discours de Casey à l'occasion de l'introduction d'une nouvelle promotion d'assistants du procureur les exhortant à faire preuve de diligence et d'intégrité dans l'exercice de leurs fonctions.

## Fiche technique
- Titre français : Dans l'ombre de Manhattan
- Titre original : Night Falls on Manhattan
- Réalisation : Sidney Lumet
- Scénario : Sidney Lumet, d'après le roman Trafic d'influence de Robert Daley
- Musique : Mark Isham
- Photographie : David Watkin
- Montage : Sam O'Steen
- Production : Josh Kramer et Thom Mount (en)
- Société de production : Spelling Films
- Pays de production :  États-Unis
- Durée : 113 minutes
- Format : couleur
- Genre : drame, policier, procès
- Dates de sortie : 
  - États-Unis : 16 mai 1997
  - France : 10 septembre 1997

## Distribution
- Andy García (V.F. : Bernard Gabay) : Sean Casey
- Ian Holm (V.F. : Michel Fortin) : Liam Casey
- James Gandolfini (V.F. : Luc Florian) : Joey Allegretto
- Lena Olin (V.F. : Marie-Christine Darah) : Peggy Lingstrom
- Shiek Mahmud-Bey (V.F. : Jacques Martial) : Jordan Washington
- Colm Feore (V.F. : Jean-Luc Kayser) : Elihu Harrison
- Ron Leibman (V.F. : Bernard Tiphaine) : Morgenstern
- Richard Dreyfuss (V.F. : Michel Papineschi) : Sam Vigoda (inspiré de William Kunstler[2])
- Dominic Chianese : le juge Impelliteri
- Paul Guilfoyle (V.F. : Patrick Messe) : McGovern
- Jude Ciccolella (V.F. : Philippe Catoire) : le lieutenant Wilson
- Anthony Alessandro (V.F. :Emmanuel Karsen) : Shmuel
- Marcia Jean Kurtz : Eileen
- Louis Guss : un huissier du tribunal
- Bobby Cannavale : le second assistant de Vigoda
- Vincent Pastore : un policier
- David Watkin : le juge endormi (non crédité)

## Production
Le tournage a lieu à New York, ainsi qu'à Tallahassee en Floride et Marietta en Géorgie.